# Landieul
Landieul est un lieu-dit de la commune d’Herbignac, dans le département français de la Loire-Atlantique, en Pays de la Loire.

## Localisation
Landieul est situé à l’ouest du bourg, au nord de la route départementale D33 qui relie Herbignac à Assérac et à l'est du ruisseau de Kerougas. Le lieu-dit comprend lui-même deux hameaux, le Haut et le Bas Landieul.

## Toponymie
Selon Gildas Buron, le toponyme Landieul est constitué du breton méridional teul, dérivé de teol, la « tuile » et lann, la « lande ».
Les formes Landieule, Landeule et Lendeule sont attestées depuis 1412.

## Histoire
Au cours de la première moitié du XVIIIe siècle, près de 30 lieux-dits du sud d’Herbignac — en 1820, on dénombrait 26 villages de potier sur la commune, comme Hosca, l’Auvergnac ou Kerbilet — accueillent des ateliers de poterie, activité secondaire qui vient compléter les revenus d’une centaine de paysans locaux — 70 familles en 1820, pour un peu moins de 3 000 habitants. 
La présence de ces nombreuses batteries de fours à pots semble être justifiée par l'existence de bancs d'argile d'altération d'une puissance atteignant plusieurs mètres et d'une plasticité remarquable.
Au XXe siècle, Landieul demeure le principal foyer de poterie de la commune, comptant, encore en 1850, 18 ateliers en activité. 
Les derniers ateliers artisanaux de la commune ont cessé leur activité en 1945, concurrencés par l’industrialisation et délaissés par les artisans dont le nombre diminue à cause de l'exode rural.

## Morphologie du lieu-dit et urbanisme
Le village est construit sous la forme d'un coron, constitué de trois rangées parallèles de maisons mitoyennes, dont l'axe nord — la rue des laboureurs — compte une dizaine d'habitations faisant face à des jardins et des dépendances, de l'autre côté de la rue.
Une seconde voie — la rue des potiers — sépare deux alignements d'une dizaine de maisons. Les fours étaient édifiés à la périphérie du village, pour des raisons de sécurité.
Le vocable commun de village décrit un ensemble récemment rénové comprenant un four à pain, une fontaine, un lavoir et une mare.

## Monuments et patrimoine
L’atelier du potier, situé dans le village est, semble-t-il, un site gallo-romain ; il fait l'objet d'une inscription par les monuments historiques le 4 août 1986.
Une campagne de fouilles, menée en juillet 1991 par le service régional de l'archéologie, met au jour deux fours faisant partie d'un ensemble initial en comprenant initialement cinq et ayant appartenu, au début du XXe siècle, l'un à un potier nommé Dalino, et l'autre, jusqu'à l'arrêt de la production en 1945, à son dernier utilisateur nommé Hervoche.